# Zanthoxylum spinosum
Zanthoxylum spinosum là một loài thực vật có hoa trong họ Cửu lý hương. Loài này được (L.) Sw. miêu tả khoa học đầu tiên năm 1797.